# Шишоу
Шишоу (кит. спр. 石首市, піньїнь: Shíshŏu Shì) — місто-повіт в центральнокитайській провінції Хубей, складова міста Цзінчжоу.

## Географія
Шишоу — південь префектури, лежить на річці Янцзи.

### Клімат
Місто знаходиться у зоні, котра характеризується вологим субтропічним кліматом. Найтепліший місяць — липень із середньою температурою 29 °C (84.2 °F). Найхолодніший місяць — січень, із середньою температурою 4.8 °С (40.6 °F).
| Клімат Шишоу            | Клімат Шишоу | Клімат Шишоу | Клімат Шишоу | Клімат Шишоу | Клімат Шишоу | Клімат Шишоу | Клімат Шишоу | Клімат Шишоу | Клімат Шишоу | Клімат Шишоу | Клімат Шишоу | Клімат Шишоу | Клімат Шишоу |
| Показник                | Січ.         | Лют.         | Бер.         | Квіт.        | Трав.        | Черв.        | Лип.         | Серп.        | Вер.         | Жовт.        | Лист.        | Груд.        | Рік          |
| Середня температура, °C | 4,8          | 6,1          | 10,8         | 16,9         | 22           | 25,7         | 29           | 28,5         | 23,7         | 18,3         | 12,5         | 6,9          | 17,1         |
| Норма опадів, мм        | 36.7         | 54.6         | 100.6        | 144.8        | 167.5        | 187          | 132.7        | 125.5        | 78.9         | 85.8         | 60.4         | 34.7         | 1209.2       |
| Днів з опадами          | 12           | 12,3         | 15,4         | 16,6         | 15,3         | 13,2         | 10,8         | 10,8         | 11,1         | 13,1         | 12,7         | 11,4         | 154,7        |
| Вологість повітря, %    | 75.7         | 76.7         | 78           | 78.9         | 77.8         | 78.2         | 77           | 76.4         | 77           | 77.8         | 77.3         | 75.3         | 77.2         |
| ----------------------- | ------------ | ------------ | ------------ | ------------ | ------------ | ------------ | ------------ | ------------ | ------------ | ------------ | ------------ | ------------ | ------------ |
| Джерело: Weatherbase    |              |              |              |              |              |              |              |              |              |              |              |              |              |